# Ölands runinskrifter 11
Ölands runinskrifter 11 är ett vikingatida runstensfragment av grå kalksten i Alvlösa, Smedby socken och Mörbylånga kommun. Runstensfragmentet utgör övre delen av en runsten och är 0,74 gånger 0,65 gånger 0,09 meter. Runristningen går i en båge med en runhöjd på 11 centimeter.

## Inskriften
Translitterering av runraden:
... ...ta · stiu(b) · (s)in · ha- ...
Normalisering till runsvenska:
... ..., stiup sinn. Ha[nn] ...
Översättning till nusvenska:
N.N. (reste denna sten efter) ... te, sin styvson